# Орсаго
Орса̀го (на италиански и на венециански: Orsago) е малко градче и община в Северна Италия, провинция Тревизо, регион Венето. Разположено е на 44 m надморска височина. Населението на общината е 3917 души (към 2010 г.).